# Epistola XIII a Cangrande della Scala

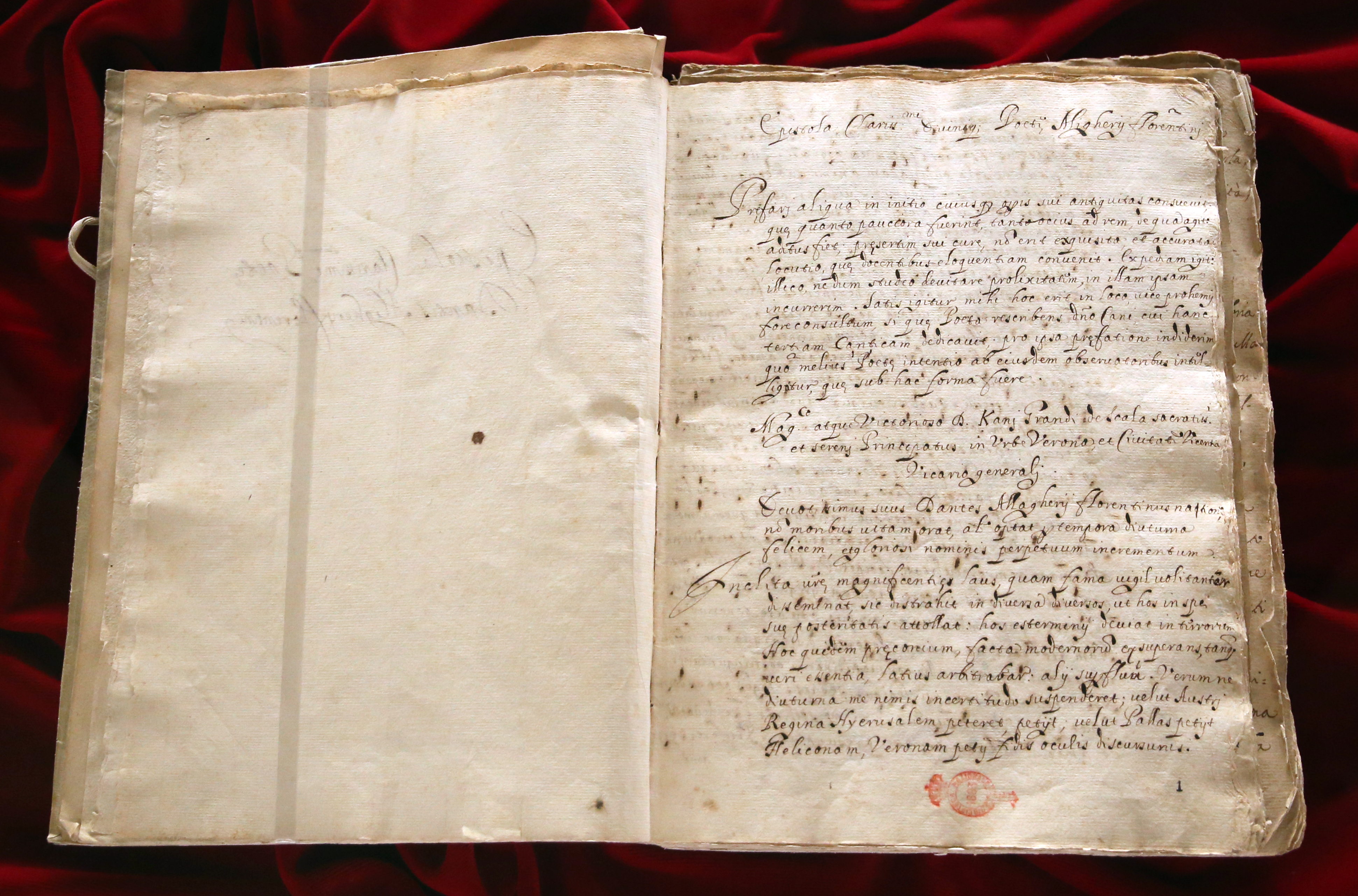
Copia dell'Epistola XIII a Cangrande della Scala

(Dante Alighieri, Epistola XIII a Cangrande della Scala, 28)
L'Epistola XIII a Cangrande della Scala è un'epistola in lingua latina, ultima delle tredici Epistole attribuite a Dante Alighieri.

## Datazione e attribuzione
La datazione, non certa, è evinta da segnali interni all'epistola: così si è stabilito che il termine post quem è il 1316, data di inizio della stesura del Paradiso, il termine ante quem è invece il 1320, data della sconfitta di Cangrande (nell'epistola definito "victorioso") a Padova.
Problematica e non ancora del tutto risolta è la questione dell'attribuzione dell'epistola a Dante. Tra gli altri elementi, il problema scaturisce da un grande divario tra lo stile dei primi tredici capitoli e quello dei successivi; così, la prima parte dell'Epistola XIII è spesso attribuita a Dante, mentre la seconda è stata fonte di accese dispute. Sulla base dello studio di indizi testuali e del confronto con altri passi dell'opera dantesca, alcuni critici, come Augusto Mancini, Bruno Nardi, Giorgio Brugnoli e Alberto Casadei, negano l'autenticità dell'epistola; mentre altri, come Giuseppe Vandelli, Giorgio Padoan, Robert Hollander, Enzo Cecchini, Luca Azzetta, Patrizia Di Patre (quest'ultima sulla base dello studio del cursus), la confermano.

## Contenuto
L'Epistola XIII si divide in due parti: la prima (1-13) nella quale è contenuta la dedica del Paradiso, la seconda (14-90) nella quale è introdotto un commento della Commedia (un'articolata spiegazione della struttura dell'Epistola XIII è nell'introduzione all'edizione commentata a cura di Luca Azzetta)

### 1-13
Dante dedica al suo protettore, il signore di Verona Cangrande della Scala, la terza cantica della sua opera maggiore:
(Epistola XIII, capp. 10-11)
(Traduzione di Epistola XIII, capp. 10-11)

### 14-90
Nella seconda parte, l'autore riprende un concetto che trova il suo più diretto precedente nel Convivio: la differenza tra senso letterale e senso allegorico (tripartito in propriamente detto, morale, anagogico), fondamentale nella lettura della Commedia (20-22).
Riprendendo il "Convivio", Dante distingue fra l'allegoria dei poeti e quella dei teologi: mentre nella prima il senso letterale è inventato, nella seconda è realmente accaduto. Paragona la sua opera all'allegoria dei teologi, sostenendo quindi che si trattò di un'esperienza realmente vissuta. Dante sostiene di aver scritto l'opera per rimuovere i viventi in questa vita terrena da uno stato di miseria e condurli a uno stato di felicità. La scelta del volgare e non del latino deriva dall'intento di raggiungere con questo messaggio un pubblico il più vasto possibile.
Spiega poi alcuni aspetti dell'opera in generale e relativamente al Paradiso: il soggetto (23-25), la forma (35-36), il titolo (28-32), l'agente (38), il fine (39), il genere di filosofia (40-41).
Nei capitoli successivi al 42, l'autore si focalizzerà sulla terza cantica e sui suoi contenuti, introducendone un commento e un'esposizione che resta interrotta a causa della situazione economica di Dante, che chiede a Cangrande un aiuto economico così da potersi dedicare anche ad altre attività letterarie di interesse pubblico.